# Центральна Фінляндія
Центра́льна Фінля́ндія або Ке́скі-Су́омі (фін. Keski-Suomi, швед. Mellersta Finland) — одна з 19 провінцій Фінляндії, внутрішня провінція в колишній Західно-Фінляндській губернії. З населенням 273 698 осіб (оц. на 31.10.10) провінція є п'ятою за чисельністю у державі. Щільність — 16.38чол./км². Загальна площа — 19 948,75 км², з яких на внутрішні водойми припадає 3,244,55 км² і на сушу 16 704,20 км². Центром провінції є місто Ювяскюля, в якому проживає майже половина населення провінції.

## Географія
Провінція внутрішньо-фінська, не має виходу до моря чи державних кордонів. На північний та південний схід від регіону розташовані Північна й Південна Савонія відповідно, на північ — Північна Пог'янмаа, на північному заході провінція межує з Центральною Пог'янмаа, на заході — з Південною Пог'янмаа, на південному заході — з провінцією Пірканмаа. Майже вся провінція є частиною історичної землі Гяме; невелика частина на заході історично належить до землі Сатакуннан.

## Адміністративний поділ
Провінція складається з 23 муніципалітетів, з яких 6 міських і 17 загальних. Муніципалітети згруповані в шість субрегіонів: Субрегіон Йоутса, Субрегіон Ювяскюля, Субрегіон Йямся, Субрегіон Кеуруу, Субрегіон Сааріярві-Віітасаарі, Субрегіон Яянекоскі.
| Герб | Назва       | Фінська назва | Населення (осіб) | Площа (км²) | Щільність (осіб/км²) | Тип муніципа- літету |
| ---- | ----------- | ------------- | ---------------- | ----------- | -------------------- | -------------------- |
|      | Ганкасалмі  | Hankasalmi    | 5545             | 687,75      | 9,70                 | загальний            |
|      | Йоутса      | Joutsa        | 5050             | 1 066,42    | 5,82                 | загальний            |
|      | Ювяскюля    | Jyväskylä     | 130 974          | 1 466,34    | 111,80               | міський              |
|      | Ямся        | Jämsä         | 22 706           | 1 823,91    | 14,45                | міський              |
|      | Каннонкоскі | Kannonkoski   | 1570             | 549,62      | 3,53                 | загальний            |
|      | Карстула    | Karstula      | 4496             | 963,47      | 5,07                 | загальний            |
|      | Кеуруу      | Keuruu        | 10 654           | 1 430,57    | 8,47                 | міський              |
|      | Кіннула     | Kinnula       | 1819             | 495,71      | 3,95                 | загальний            |
|      | Ківіярві    | Kivijärvi     | 1363             | 599,86      | 2,82                 | загальний            |
|      | Конневесі   | Konnevesi     | 2962             | 680,96      | 5,77                 | загальний            |
|      | Кухмоінен   | Kuhmoinen     | 2553             | 936,68      | 3,86                 | загальний            |
|      | Кюуярві     | Kyyjärvi      | 1504             | 469,62      | 3,36                 | загальний            |
|      | Лаукаа      | Laukaa        | 18 139           | 825,62      | 27,97                | загальний            |
|      | Луганка     | Luhanka       | 828              | 313,25      | 3,86                 | загальний            |
|      | Мултіа      | Multia        | 1888             | 765,62      | 2,57                 | загальний            |
|      | Муураме     | Muurame       | 9277             | 194,05      | 64,40                | загальний            |
|      | Петяйявесі  | Petäjävesi    | 4011             | 495,39      | 8,79                 | загальний            |
|      | Пигтіпудас  | Pihtipudas    | 4562             | 1 247,47    | 4,24                 | загальний            |
|      | Сааріярві   | Saarijärvi    | 10 564           | 1 422,73    | 8,44                 | міський              |
|      | Тойвакка    | Toivakka      | 2430             | 413,94      | 6,72                 | загальний            |
|      | Уурайнен    | Uurainen      | 3449             | 372,26      | 9,91                 | загальний            |
|      | Війтасаарі  | Viitasaari    | 7163             | 1 589,13    | 5,74                 | міський              |
|      | Еенекоскі   | Äänekoski     | 20 265           | 1 138,38    | 22,91                | міський              |